# Ophiomyia gentilis
Ophiomyia gentilis är en tvåvingeart som beskrevs av Spencer 1973. Ophiomyia gentilis ingår i släktet Ophiomyia och familjen minerarflugor. Inga underarter finns listade i Catalogue of Life.